# Hercinothrips
Hercinothrips är ett släkte av insekter som beskrevs av Bagnall 1932. Hercinothrips ingår i familjen smaltripsar.
Kladogram enligt Catalogue of Life och Dyntaxa:
| Hercinothrips | \| \| Hercinothrips bicinctus \| \| \| \| \| \| Hercinothrips femoralis \| \| \| \| |
|               | \| \| Hercinothrips bicinctus \| \| \| \| \| \| Hercinothrips femoralis \| \| \| \| |
|               | Hercinothrips bicinctus                                                             |
|               |                                                                                     |
|               | Hercinothrips femoralis                                                             |
|               |                                                                                     |